# Xantonnea
Xantonnea är ett släkte av måreväxter. Xantonnea ingår i familjen måreväxter.
Kladogram enligt Catalogue of Life:
| Xantonnea | \| \| Xantonnea parvifolia \| \| \| \| \| \| Xantonnea quocensis \| \| \| \| |
|           | \| \| Xantonnea parvifolia \| \| \| \| \| \| Xantonnea quocensis \| \| \| \| |
|           | Xantonnea parvifolia                                                         |
|           |                                                                              |
|           | Xantonnea quocensis                                                          |
|           |                                                                              |